# Кручинин, Владимир Васильевич
Владимир Васильевич Кручинин (8 (20) июля 1876, Оренбургская губерния — после 1945, СССР) — войсковой старшина Императорской армии, генерал-майор Белого движения, командир 5-й Оренбургской казачьей отдельной бригады, кавалер шести орденов.

## Биография
Родился 8 (20) июля 1876 года в станице Оренбургская первого военного отдела Оренбургского казачьего войска с семье чиновника.
Получил общее образование в Оренбургском городском училище (1894), после чего стал выпускником Оренбургского юнкерского казачьего училища (1898, по второму разряду).
Вступил в службу в Русскую армию в 1896. В 1898 году был выпущен в чине подхорунжего в Оренбургский 1-й казачий полк. Стал хорунжим в 1900 году, затем, в 1904 — сотником. Ещё четыре года спустя стал подъесаулом, а в 1915 году — есаулом. Дослужился до войскового старшины «иррегулярной кавалерии» год спустя, а в период Гражданской был последовательно произведён в полковники (1918) и генерал-майоры (1920).
С 1894 по 1896 год работал учителем в посёлке Жёлтый станицы Воздвиженской родной гуьернии. С 1898 по 1900 год проходил службу в 1-м казачьем полку, после чего был два года на льготе. В 1902—1904 годы служил в Оренбургском 6-м казачьем полку, где стал заведующим оружием. В период Русско-Японской войны воевал вместе с Оренбургским 12-м казачьим полком, а затем вышел на льготу. С 1907 по 1914 год заведовал войсковым музыкантским хором Оренбургского войска.
В Первую мировую войну, с 1914 по 1916 год, командовал сотней Оренбургского 13-го казачьего полка, после чего получил под своё начало 2-й Оренбургскую казачью запасную сотню. В феврале 1917 был назначен помощником командира Оренбургского 2-го казачьего запасного полка. Затем, в ноябре, возглавил этот полк. В начале 1918 года полк был расформирован, а сам В. Кручинин арестован большевиками и заключён в Троицкую тюрьму.
В июне 1918 года, в связи с переходом Троицка под контроль частей Чехословацкого корпуса, был освобождён из заключения. Почти сразу он был командирован в Челябинск, где получил назначение командиром Уфимско-Самарского 3-го казачьего полка — был в подчинении генерала М. В. Ханжина. В июле отправился в Султаевский повстанческий отряд: вступил с отрядом в Екатеринбург.
С конца июля по середину августа 1918 года командовал Оренбургским 17-м казачьим полком, но был отстранён от командования «по несоответствию». Уже к концу сентября был восстановлен в правах и повторно назначен командиром 17-го полка: пробыл в должности до мая 1919 года. С 9 мая 1919 года командовал Пятой Оренбургской отдельной казачьей бригадой, состоящей из 11-го и 17-го полков. Был в подчинении Северной группы войск Сибирской армии, воевавшей в районе Перми. Стал участником Сибирского Ледяного похода, после чего служил в Забайкалье, в Дальневосточной армии.
В октябре 1920 года оказался в эмиграции в Китае. С 1923 по 1932 год работал бухгалтером в Софийском похоронном бюро в Харбине. По данным 1927 года, состоял членом «Дальневосточного общества ревнителей военных знаний». В период 1932—1936 годов служил в почтовой конторе «Харбин-пристань». Кроме того, состоял членом Русского общевоинского союза и Оренбургской имени атамана Дутова станицы (Харбин).
Являлся начальником общего отдела штаба харбинского представительства Союза казаков на Дальнем Востоке, а также входил в харбинский совет «Общества российских эмигрантов». Среди его последних должностей были посты начальника канцелярии представительства «Союза казаков Восточной Азии» и счетовода общества «Пекарь».
В августе 1945 года был арестован в Харбине советской контрразведкой СМЕРШ и депортирован на территорию СССР; дальнейшая судьба неизвестна.

## Награды
- Орден Святой Анны 4 степени (1905): «за храбрость»
- Орден Святого Станислава 3 степени (1908) — мечи и бант (1915)
- Орден Святой Анны 3 степени (1912) — мечи и бант (1915)
- Орден Святого Станислава 2 степени (1914) — мечи (1917)
- Орден Святой Анны 2 степени с мечами (1914)
- Орден Святого Владимира 4 степени с мечами и бантом (1914)[3]
- Знак отличия Военного ордена «За Великий Сибирский поход» 1 степени (1920)
- Светло-бронзовая медаль «В память русско-японской войны»
- Светло-бронзовая медаль «В память 300-летия царствования дома Романовых» (1913)
- Орден-медаль Бюро по делам российских эмигрантов в Маньчжурии (Маньчжурской империи) «За усердие» (1941)[4]

## Семья
Владимир Кручинин был женат на Анне Васильевне (род. около 1887), в семье было трое детей: Борис (род. 1904), Нина (род. 1911), Евгения (род. 1917).